# Sudanesische Kommunistische Partei
Die Sudanesische Kommunistische Partei (arabisch الحزب الشيوعي السوداني, DMG al-ḥizb aš-šuyūʿī as-sūdānī, englisch Sudanese Communist Party, Abkürzung SCP) ist eine kommunistische Partei in der Republik Sudan.

## Geschichte
Gegründet 1946, war es eine wichtige Kraft in der sudanesischen Politik (und eine der beiden einflussreichsten kommunistischen Parteien in der arabischen Welt, neben der Irakischen Kommunistischen Partei), bis 1971, als militärischer Herrscher Gaafar al-Nimeiry eine Welle der Repression gegen die Partei startete – nach einem gescheiterten Staatsstreich, in dessen Beteiligung einige kommunistische Offiziere verwickelt waren. Abd al-Chaliq Mahdschub, Joseph Garang, Alschafi Ahmed Elschikh, Babkir Elnour und Haschim Elatta (der bekannteste Parteiführer) wurden hingerichtet.
Ab 2006 wurde die SCP durch Muhammad Ibrahim Nugud geführt und spielt nur noch eine marginale Rolle. Allerdings genießt die Partei die Unterstützung aus einem breiten Bereich der demokratisch gesinnten sudanesischen Gesellschaft, nach Nugub auch die der „Arbeiter, Bauern, Studenten, Frauengruppen, Minderheiten, die Nuba-Bergbevölkerung, der Südsudanesen und der Bevölkerung Darfurs.“ Menschenrechtsaktivist Suleman Hamid El Haj ist der Assistant Secretary und Sprecher der Partei. Er befürwortet eine Rückkehr zur Demokratie und ist gegen die mögliche Abspaltung des Südsudan. Das etwas freiere politische Klima hat es der Partei zu mehr Aktivität seit der Unterzeichnung des umfassenden Friedensabkommens verschafft. Parteichef Mohammed Ibrahim Nugud kam aus zwei Jahrzehnten des Verstecktbleibens. Parteimitglieder, welche während der Jahrzehnte der NIF-Herrschaft litten, hatten ihn gebeten, aktiver zu agieren, aber Nugud fürchtete, verhaftet zu werden. Nugud besuchte Juba, Südsudan am 28. November 2008 zum ersten Mal seit zwei Jahrzehnten auf Einladung der südlichen Kommunisten. Die Reise war „angestrebt“ zur Stärkung der Aktivitäten der SCP im Südsudan. Er wurde empfangen von SPLM-Stellvertretender-Generalsekretär, Dr. Ann Itto.
Nugud starb am 22. März 2012 in London. Seine Nachfolge als Generalsekretär trat Muhammad Mukhtar al-Khatib an, nachdem er am 8. Juni 2012 gewählt wurde.